# Ti ho sposato per allegria
Pour plus de détails, voir Fiche technique et Distribution.
Ti ho sposato per allegria est un film italien réalisé par Luciano Salce, sorti en 1967, avec Monica Vitti, Giorgio Albertazzi, Maria Grazia Buccella, Michel Bardinet, Italia Marchesini (it) et Rossella Como dans les rôles principaux. Il s'agit d'une adaptation de la pièce de théâtre homonyme de l'écrivaine et dramaturge Natalia Ginzburg.

## Synopsis
Pietro (Giorgio Albertazzi), un jeune avocat issu de la bourgeoisie romaine, a épousé Giuliana (Monica Vitti), une fille légère au passé mouvementé. Malgré les piètres qualités de Giuliana en tant que femme au foyer, pas aidée dans sa tâche par Vittoria (Maria Grazia Buccella), sa femme de chambre aussi maladroite et peu compétente qu'elle, le couple est heureux en ménage et en amour. Lorsque la mère de Pietro (Italia Marchesini (it)) se présente à dîner, Giuliana tente malgré tout de faire bonne impression.

## Fiche technique
- Titre : Ti ho sposato per allegria
- Titre original : Ti ho sposato per allegria
- Réalisation : Luciano Salce
- Scénario : Luciano Salce, Sandro Continenza et Natalia Ginzburg, d'après la pièce de théâtre homonyme de Ginzburg
- Photographie : Carlo Di Palma
- Montage : Marcello Malvestiti
- Musique : Piero Piccioni
- Décors : Piero Poletto (it)
- Costumes : Luca Sabatelli (it)
- Producteur : Mario Cecchi Gori
- Société de production : Fair Film
- Pays d'origine :  Italie
- Langue : Italien
- Format : Couleur
- Genre : Comédie
- Durée : 100 minutes
- Dates de sortie : 
  - Italie : 21 septembre 1967

## Distribution
- Monica Vitti : Giuliana
- Giorgio Albertazzi : Pietro
- Maria Grazia Buccella : Vittoria
- Michel Bardinet : le voisin anglais
- Rossella Como : Ginestra
- Paola Cortini : Topazia
- Anna Saia : Esmeralda
- Italia Marchesini (it) : la mère de Pietro
- Giovanni Ivan Scratuglia

## À noter
- Le film a été tourné dans la ville de Rome.

## Récompenses et distinctions

### Prix
- Ruban d'argent de la meilleure actrice dans un second rôle en 1967 pour Maria Grazia Buccella.
- Globe d'or de la meilleure actrice en 1968 pour Monica Vitti.

### Nomination
- Ruban d'argent de la meilleure actrice en 1967 pour Monica Vitti.

## Crédit d'auteurs
- (it) Cet article est partiellement ou en totalité issu de l’article de Wikipédia en italien intitulé « Ti ho sposato per allegria (film) » (voir la liste des auteurs).